# Francisco García Guerra
Francisco García Guerra, O.P. (Frómista, Palencia, España, 1547 - Ciudad de México, Virreinato de la Nueva España, 22 de febrero de 1612). Fue un dominico español, ocupó el cargo de Arzobispo de México, desde 1608 hasta 1612, y el 17 de junio de 1611 se convirtió en el 12° Virrey de la Nueva España. Durante su corto mandato procuró mejorar la situación de los indígenas. Murió víctima de un accidente.

## Biografía

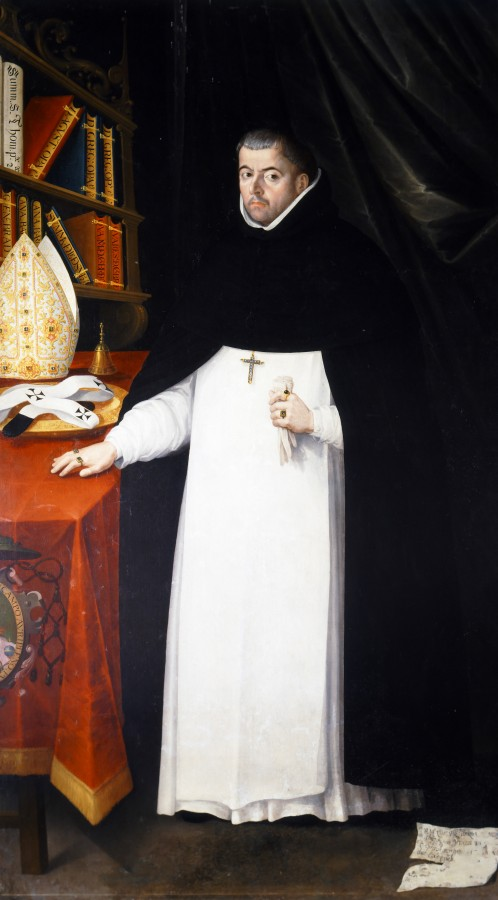
Arzobispo-virrey Fray García Guerra, 1611–1612.

Tomó el hábito de la Orden Dominica en el monasterio de San Pablo de Valladolid, España, donde fue Prior y principal de dicha provincia. En el año de 1607 fue designado por orden del Rey de España, Felipe III como Arzobispo de México.
El 17 de junio de 1611 se hizo cargo del virreinato. Se registró en esa época un fuerte temblor de tierra que arruinó algunos edificios, sin desgracias personales.
El arzobispo-virrey se ocupó de presupuestar los gastos que se podrían hacer en las obras del desagüe de la ciudad para evitar las temidas inundaciones casi anuales. Trató de que se les devolvieran las tierras a los indígenas, pero este intento no tuvo buen resultado ante los intereses de los encomenderos y latifundistas. También quiso arreglar el problema de la comunicación con la metrópoli, que era muy tardada por la organización de flotas para seguridad contra los piratas. 
El carro en que viajaba volcó y él recibió un fuerte golpe en la cabeza, a resultas del cual se originó un tumor, por lo que fue sometido a una intervención quirúrgica. Debido a lo avanzado de su edad, no resistió la intervención y falleció. Se le hicieron solemnes funerales y fue sepultado en la cripta de los arzobispos de la Catedral Metropolitana de México, asumiendo el gobierno interino la Audiencia. Su labor no se dio a notar por el poco tiempo que duró en el cargo.